# Ula cincta
Ula cincta är en tvåvingeart som beskrevs av Alexander 1924. Ula cincta ingår i släktet Ula och familjen hårögonharkrankar. Inga underarter finns listade i Catalogue of Life.